# Саксен-Эйзенах
Герцогство Саксен-Эйзенах (нем. Herzogtum Sachsen-Eisenach) — одно из эрнестинских герцогств, существовавшее на территории Тюрингии в 1596—1638, 1640—1644 и 1672—1809 годах. Столицей герцогства был Эйзенах.

## История

### Предыстория
В XV веке бо́льшая часть территории нынешней Тюрингии была частью курфюршества Саксония, управлявшегося династией Веттинов. В 1485 году земли курфюршества были разделены между двумя сыновьями Фридриха II. Старший сын, Эрнст, получил земли Тюрингии и титул курфюрста, став основателем Эрнестинской линии Веттинов.
В 1547 году курфюрст Иоганн-Фридрих I Великодушный потерпел поражение от императора Священной Римской империи Карла V, который после этого лишил Иоганна-Фридриха курфюршеского достоинства. В 1572 году Иоганн-Фридрих I умер, и герцогство было поделено между его сыновьями.
В течение следующих трех столетий земли герцогств разделялись, когда правитель имел больше одного сына, и объединялись вновь, когда у герцога не было прямых наследников. Иногда братья могли быть соправителями. Таким образом герцогство Саксен-Эйзенахское выделялось из других герцогств и становилось частью вновь образованных государств несколько раз.

## Образование герцогства

### Первое герцогство
Впервые герцогство Саксен-Эйзенах было образовано в 1596 году после смерти герцога Саксен-Кобург-Эйзенахского Иоганна-Фридриха II для его младшего сына, Иоганна-Эрнста.
В 1633 году умер бездетный герцог Саксен-Кобургский Иоганн-Казимир, и Иоганн-Эрнст унаследовал также и его владения. Однако пять лет спустя, в 1638 году, умер и сам Иоганн-Эрнст, не оставив прямых наследников. Его наследство, герцогства Саксен-Кобург и Саксен-Эйзенах, поделили между собой герцог Саксен-Веймара Вильгельм и герцог Саксен-Альтенбурга (последнеи отделилось от Веймара в 1603 году) Иоганн Филипп.

### Второе герцогство
Вильгельм, унаследовавший большую часть владений Саксен-Кобурга и Саксен-Эйзенаха, уже в 1640 году был вынужден поделить увеличившиеся владения между своими младшими братьями Альбрехтом и Эрнстом, которым соответственно достались воссозданные Саксен-Эйзенах и Саксен-Гота. Однако спустя четыре года Альбрехт скончался и его герцогство братья поделили между собой, причем большая часть вновь досталась старшему брату.

### Третье герцогство
Саксен-Эйзенах оставался частью герцогства Саксен-Веймар ещё порядка 20 лет, пока не умер герцог Вильгельм Саксен-Веймарский. Адольф Вильгельм, второй из четырёх его сыновей получил Эйзенах.
Адольф Вильгельм имел пять сыновей, однако четверо умерли вскоре после рождения. В 1668 году он умер, и герцогом стал его пятый сын, родившийся уже после смерти отца. Однако через два года умер и он, и престол перешёл к брату Адольфа Вильгельма, Иоганну Георгу.
Потомки Иоганна Георга управляли герцогством 69 лет. В 1741 году умер последний мужской представить рода — герцог Саксен-Эйзенахский Вильгельм Генрих, после чего герцогство унаследовал единственный живой родственник-мужчина, герцог Эрнст Август I Саксен-Веймарский. Он сам и его преемники правили обоими герцогствами, состоявшими в личной унии до 1809 года, когда Саксен-Веймар и Саксен-Эйзенах были объединены в единое герцогство Саксен-Веймар-Эйзенах.

## Правители

### Первое возникновение
- Иоганн Эрнст (1596—1638)

### Второе возникновение
- Альбрехт (1640—1644)

### Третье возникновение
- Адольф Вильгельм (1662—1668)
- Вильгельн Август (1668—1671)
- Иоганн Георг I (1671—1686)
- Иоганн Георг II (1686—1698)
- Иоганн Вильгельм (1698—1729)
- Вильгельм Генрих (1729—1741)

в унии с Саксен-Веймаром
- Эрнст Август I (1741—1748)
- Эрнст Август II (1748—1758)
- Карл Август (1758—1809)